# Апостольский нунций в Монако
Апостольский нунций в Княжестве Монако — дипломатический представитель Святого Престола в Монако. Данный дипломатический пост занимает церковно-дипломатический представитель Ватикана в ранге посла. Апостольская нунциатура в Монако была учреждена на постоянной основе 11 июля 2006 года.
В настоящее время Апостольским нунцием в Монако является архиепископ Мартин Кребс, назначенный Папой Франциском 19 апреля 2024 года.

## История
Апостольская нунциатура в Монако была учреждена 11 июля 2006 года, папой римским Бенедиктом XVI. Изначально апостольский нунций не имел официальной резиденции в Монако, в его столице Монако и являлся апостольским нунцием по совместительству, эпизодически навещая страну. Резиденцией апостольского нунция в Монако с 2006 года по 2011 год являлся Брюссель — столица Бельгии, в дальнейшем Рим — столица Италии. На данный момент резиденция апостольского нунция находится в Монако.

## Апостольские нунции в Монако
- Андре Дюпюи — (11 июля 2006 — 15 декабря 2011 — назначен апостольским нунцием в Нидерландах);
- Луиджи Травальино — (8 сентября 2012 — 16 января 2016, в отставке);
- Луиджи Пеццуто — (16 января 2016 — 25 мая 2019, в отставке);
- Антонио Аркари — (25 мая 2019 — 16 мая 2023, в отставке);
- Мартин Кребс — (19 апреля 2024 — по настоящее время).